# Hayes Jones
Hayes Wendell Jones (* 4. srpna 1938 Starkville, Mississippi) je bývalý americký atlet, olympijský vítěz v běhu na 110 metrů překážek z roku 1964.

## Sportovní kariéra
Neměl nejlepší fyzické předpoklady k běhu na krátké překážkové tratě, ale nahrazoval to bezvadnou technikou, rychlostí a dokonalým startem. V roce 1959 zvítězil v běhu na 110 metrů překážek na Panamerických hrách. O rok později na olympiádě v Římě vybojoval na této trati bronzovou medaili. V roce 1961 byl členem štafety na 4×100 metrů, která vytvořila světový rekord časem 39,1. Zvítězil v olympijském finále běhu na 110 metrů překážek v Tokiu v roce 1964, vytvořil přitom nový olympijský rekord 13,6.